# Aakkarnersuaq
Aakkarnersuaq är en ö i Grönland (Kungariket Danmark).   Den ligger i kommunen Qaasuitsup, i den västra delen av Grönland. Arean är 35 kvadratkilometer.
Terrängen på Aakkarnersuaq är lite kuperad. Öns högsta punkt är 416 meter över havet. Den sträcker sig 11,7 kilometer i nord-sydlig riktning, och 9,1 kilometer i öst-västlig riktning. På Aakkarnersuaq finns endast lite gräs och annan låg växtlighet.